# Аеродром Кумамото
Аеродром Кумамото (јап. 熊本空港) се налази у вароши Машики, префектура Кумамото, Јапан.
Аеродром Кумамото отворен је 1960. на месту некадашње ваздухопловне базе јапанске војске и имао је писту дужине 1.200 м. Писта је 1971. године на 2.500 м, да би је 1980. године продужил на данашњих 3.000 метара.
Кумамото је био један од три аеродрома у национално власништву са намером да остваре профит у фискалној 2011. години (заједно са Нови Читосе аеродром и Аеродром Комацу). In 2013, the government passed legislation aimed at eventually allowing the sale of an operating concession at the airport.
Чајна ерлајнс чартер сервис из Kaohsiung објавила је 2014. године превоз пакованих пошиљки из Тајван.

## Галерија
- Аеродром Кумамото
- Писта
- Аеродром Кумамото
- Зграда
- Пристанишна зграда
- Гејт